# ヒストーリッシェ・ヴルストキュッヘ
ヒストーリッシェ・ヴルストキュッヘ（独: Historische Wurstküche）は、ドイツにあるレストランである。
ヒストリッシェ・ヴルストキュッヘ、ヒストリッシェ・ヴルストクッフル、ヒストーリッシェ・ヴルストクーヒェル、歴史的ヴルストキュッヘ、史的なブルスト台所とも表記される。単にヴルストキュッヘともいう。

## 概要
バイエルン州・レーゲンスブルクの石橋の近くに位置する。レーゲンスブルク市のウェブページによれば、世界最古のソーセージ店であるとされている。炭火で焼いたソーセージ、ブラートヴルストが主な商品である。店舗の建物は、1320年の市壁の一部を利用している。レーゲンスブルクの観光地の1つにもなっている。

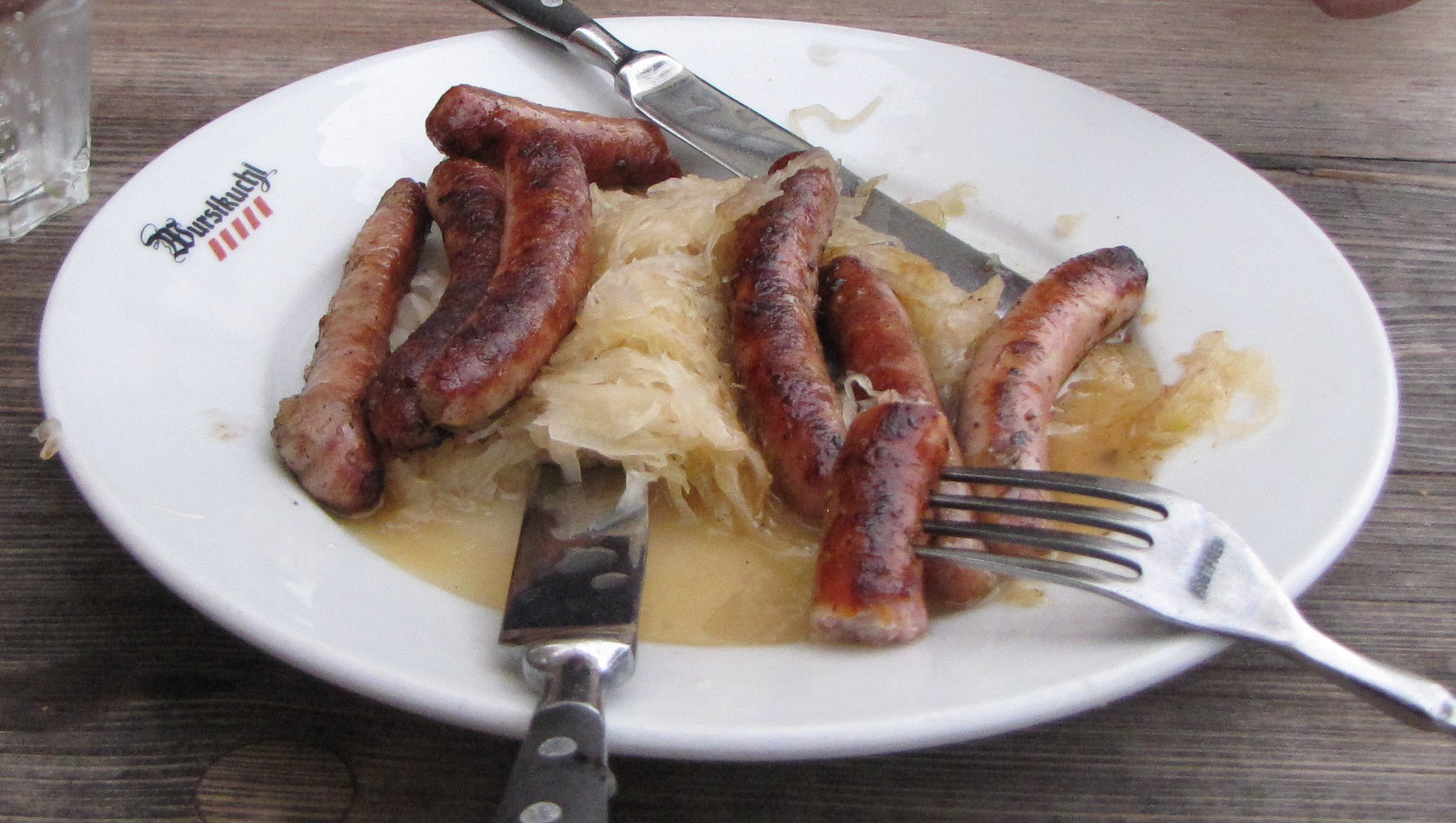
メニューの一例

1135年から1146年にかけて、ドナウ川に石橋が建設された際に、工事に従事する労働者のためにソーセージが焼かれたことが、ヒストーリッシェ・ヴルストキュッヘの起源であるとされている。文書の記録としては、1615年のものが確認されている。
かつては、ゆで肉を扱っていた時期もあったが、1806年に焼きソーセージに置き換えられたと考えられている。1806年は、現在の所有者の家族によって、レーゲンスブルク州からレストランが買い上げられた年である。

## 周辺
西へ 50 メートルほど行ったところには、石橋やブリュッケントゥルム博物館 (Brückturm-Museum) の他に、ザルツシュターデル  (de:Salzstadel (Regensburg)) がある。ザルツシュターデルは、塩を貯蔵するために造られた倉庫であり、1616年から1620年にかけて建てられた。南へ 200 メートルほど行ったところには、レーゲンスブルク大聖堂 (de:Regensburger Dom) があり、そのさらに 150 メートルほど先には、ノイプファル教会 (de:Neupfarrkirche (Regensburg)) がある。